# 傑佛遜鎮區 (愛荷華州亞代爾縣)
傑佛遜鎮區（英語：Jefferson Township）是位於美國愛荷華州亞代爾縣的一個行政鎮區。

## 地方資料
根據2010年美國人口普查的數據，傑佛遜鎮區的面積為91.95平方千米，當中陸地面積為91.71平方千米，而水域面積為0.25平方千米。當地共有人口163人，而人口密度為每平方千米1.77人。